# North Cadbury
North Cadbury – wieś w Anglii, w hrabstwie Somerset, w dystrykcie (unitary authority) Somerset. Leży 46 km na południe od miasta Bristol i 175 km na zachód od Londynu. W 2002 miejscowość liczyła 877 mieszkańców.
Jednym z miejscowych zabytków jest North Cadbury Court.